# José Núñez Piossek
José María Núñez Piossek (San Miguel de Tucumán, 6 de diciembre de 1976) es un exjugador argentino de rugby que se desempeñaba como wing.

## Carrera
Se crio en Concepción donde empezó a jugar rugby en Huirapuca, club donde debutó en primera con 19 años en 1996.
Se hizo famoso en todo el mundo del rugby cuando Argentina enfrentó a los Lions en la despedida de estos a su Gira de Nueva Zelanda 2005. En dicho partido Núñez Piossek anotó el try argentino para el empate histórico 25-25.
Se retiró en 2010 a la edad de 33 años en su club nativo Huirapuca donde ahora juega golf. Un año antes había abandonado el rugby profesional alegando perdida de recuperación física para tales compromisos.

## Selección nacional
Debutó en los Pumas en 2001 ante los Teros. Iba a ser convocado al Mundial de Francia 2007 pero una lesión lo dejó fuera de la convocatoria.

### Participaciones en Copas del Mundo
Sólo jugó una Copa del Mundo, la de Australia 2003: los Pumas no pudieron vencer al XV del Trébol en el duelo clave para avanzar a cuartos de final, cayendo derrotada en fase de grupos.
| Mundial                       | Sede      | Resultado    | PJ | Tries |
| ----------------------------- | --------- | ------------ | -- | ----- |
| Copa Mundial de Rugby de 2003 | Australia | Primera fase | 3  | 0     |

## Palmarés
| Título                       | Equipo    | País      | Año  |
| ---------------------------- | --------- | --------- | ---- |
| Torneo Regional del Noroeste | Huirapuca | Argentina | 1999 |
| Torneo Regional del Noroeste | Huirapuca | Argentina | 2001 |
| Torneo Regional del Noroeste | Huirapuca | Argentina | 2003 |

- Campeón del Torneo Sudamericano de 2002, 2003 y 2004.